# Clase Fridtjof Nansen
La clase Fridtjof Nansen es una serie de cinco fragatas construidas  por Navantia, España para la Armada Real de Noruega.

## Génesis del proyecto

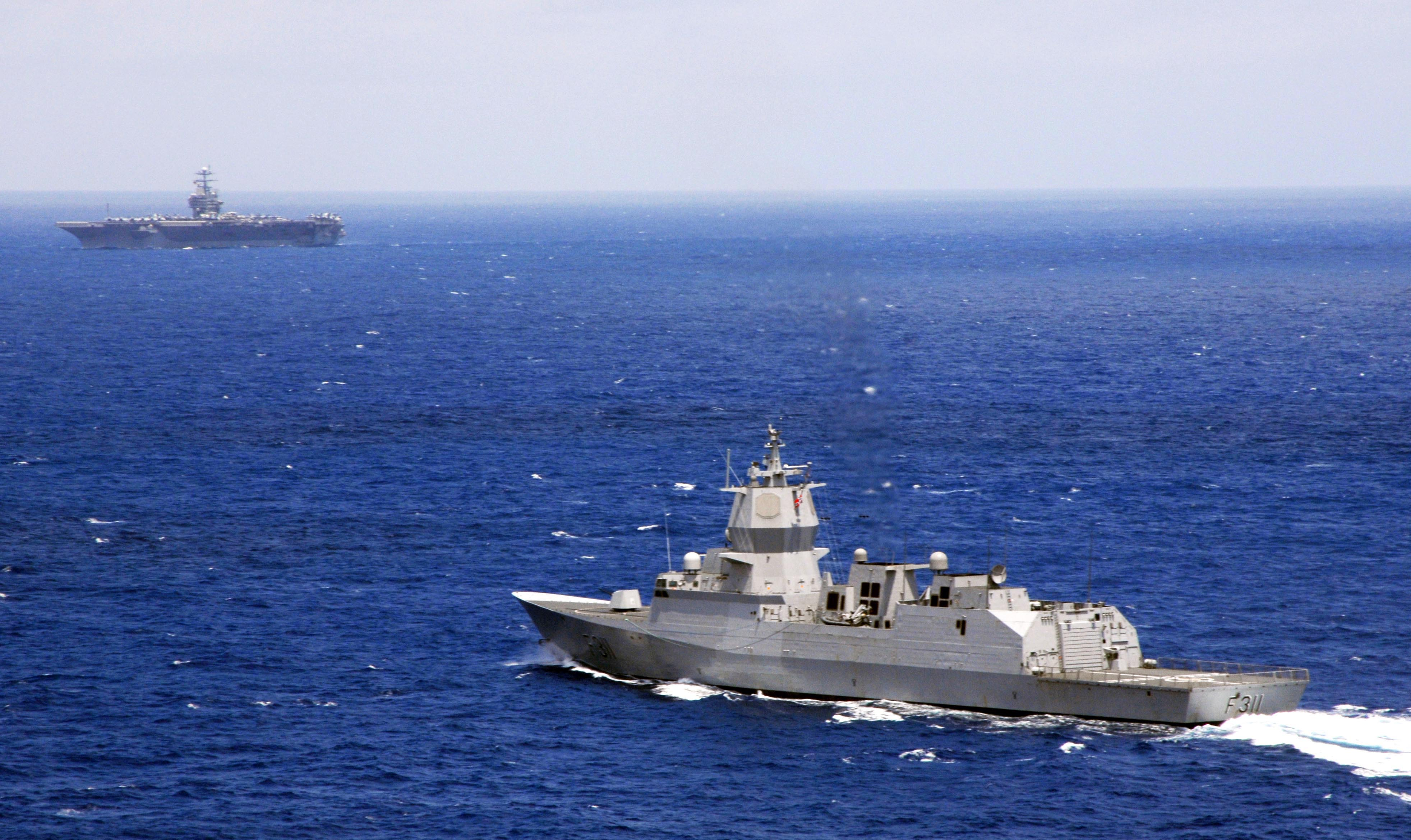
KNM Roald Amundsen (F311) junto al USS Harry S. Truman (CVN-75).

En 1999, Noruega, quería dotarse de una fuerza homogénea de buques de alta mar, para ello convocó concurso internacional en el mes de mayo del año de 1999, al que acudieron presentando sus proyectos doce astilleros de otros tantos países, después de ir descartando se quedaron en tres, alemanes, holandeses y españoles, precisamente los tres países que estaban construyendo fragatas, con muy parecidas características a las deseadas por la Armada noruega.
Al abandonar España el tripartito, por no estar a punto el sistema electrónico para los buques y pasar a elegir el sistema AEGIS norteamericano, la entonces Izar presentó su último proyecto incorporando un sistema igual, aunque algo disminuido en sus prestaciones, por ser incorporado a un buque de menores dimensiones y así ser acoplado aún más a las necesidades de Noruega, lo que le permitió llevarse el contrato, por ello se confirmó el contrato el 29 de febrero de 2000 por un importe de 2375 millones de euros e incluyó un Acuerdo de Cooperación Industrial (ACI), por el cual Navantia se comprometió a generar retornos industriales, económicos y tecnológicos en Noruega.
El ACI alcanzó un valor aproximado de 1325 millones de euros por cinco barcos, resultando su coste por unidad de 564 millones de euros con mantenimiento y adiestramiento de las tripulaciones incluido. Igualmente se añadió un compromiso de compra de material militar noruego cercano a 375 millones de euros. Cerca de 250 empresas noruegas se vieron favorecidas por la firma de este acuerdo, el cual fue cumplido por Navantia con tres años de antelación a lo previsto inicialmente, confirmándose el contrato definitivo de construcción el día 23 de junio del mismo año, comenzando su construcción en el año 2002.

## Los buques
Sus nombres rinden honor a distintos célebres exploradores noruegos: Fridtjof Nansen, Roald Amundsen,  Otto Sverdrup, Helge Ingstad y Thor Heyerdahl.
Tienen un desplazamiento de 5121 t, con una eslora máxima de 132 m y de 120,39 m entre perpendiculares, por una manga máxima de 16,80 m en la cubierta principal y de 15,90 m en la línea de flotación, con un calado de 4,90 m.

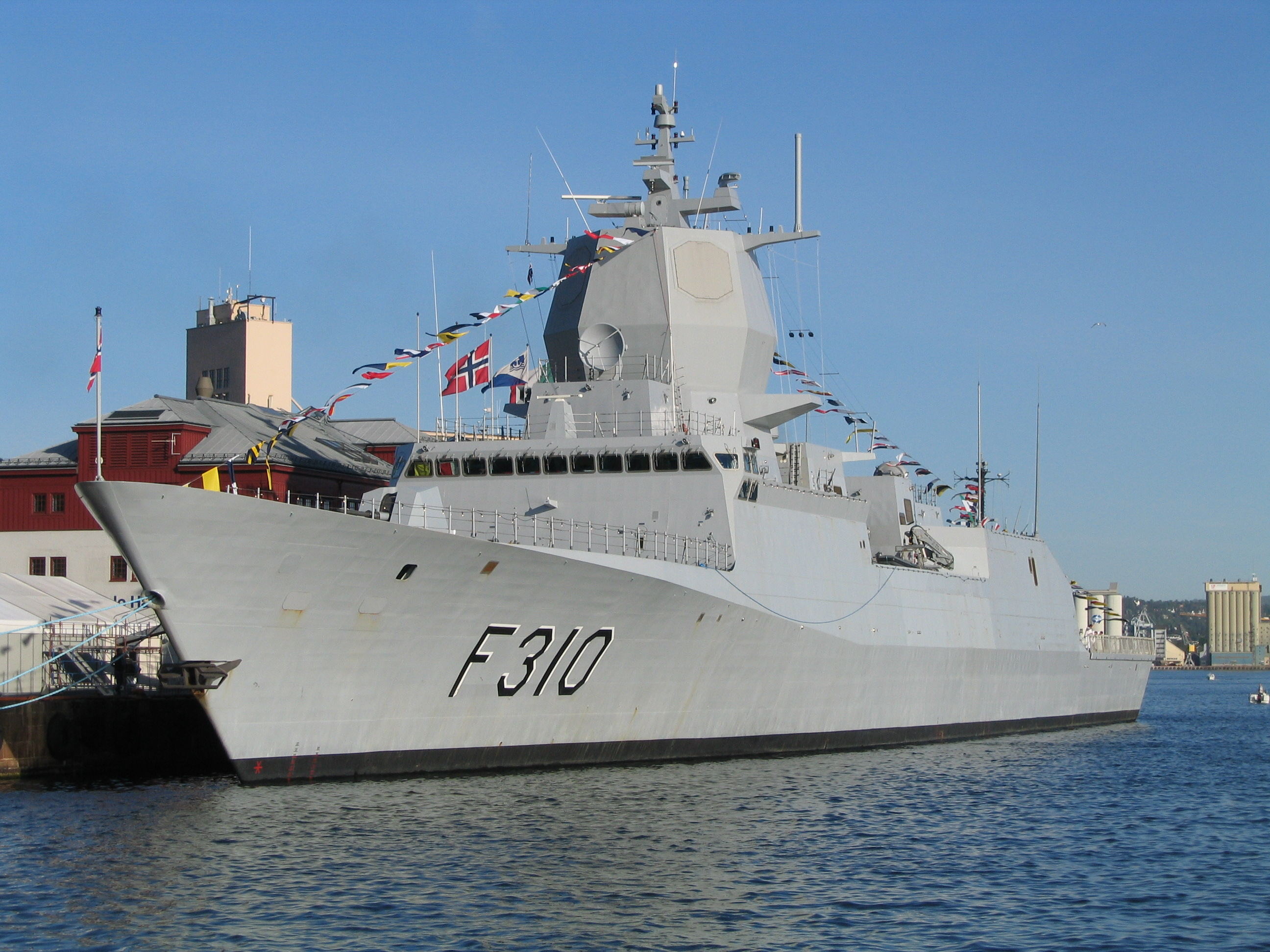
KNM Fridtjof Nansen (F310) en el Puerto de Oslo.

Su motorización está compuesta por dos motores diésel Bazán Bravo de 12 cilindros, con una potencia de 12 000 Cv y una turbina de gas General Electric LM2500 con 28 832 Cv  pudiéndose acoplar los dos sistemas o navegar independientemente, lo que le da una potencia total de 40 832 Cv, que se transmiten a dos hélices, llevando una auxiliar retráctil movida por un motor de 1134 Cv para uso en emergencias o a muy baja velocidad, en torno a 4 nudos, tiene una velocidad máxima de 27 nudos. Utilizando la turbina de gas le permite alcanzar en velocidad de crucero los 20 nudos y con los diésel 16, con estos tiene una autonomía de 4500 mni.
Además para que no le falte energía en ningún momento, lleva en cuatro puntos distintos del buque, cuatro grupos electrógenos diésel MTU 12V 396 de 900 kW cada uno, lo que le hace tener una potencia de reserva de 3600 kW.
Su sistema de defensa es el AEGIS, en su versión de SPY-1F 3-D, aparte de los radares para navegación y directores de tiro, tanto para la artillería como para la dirección de los misiles.

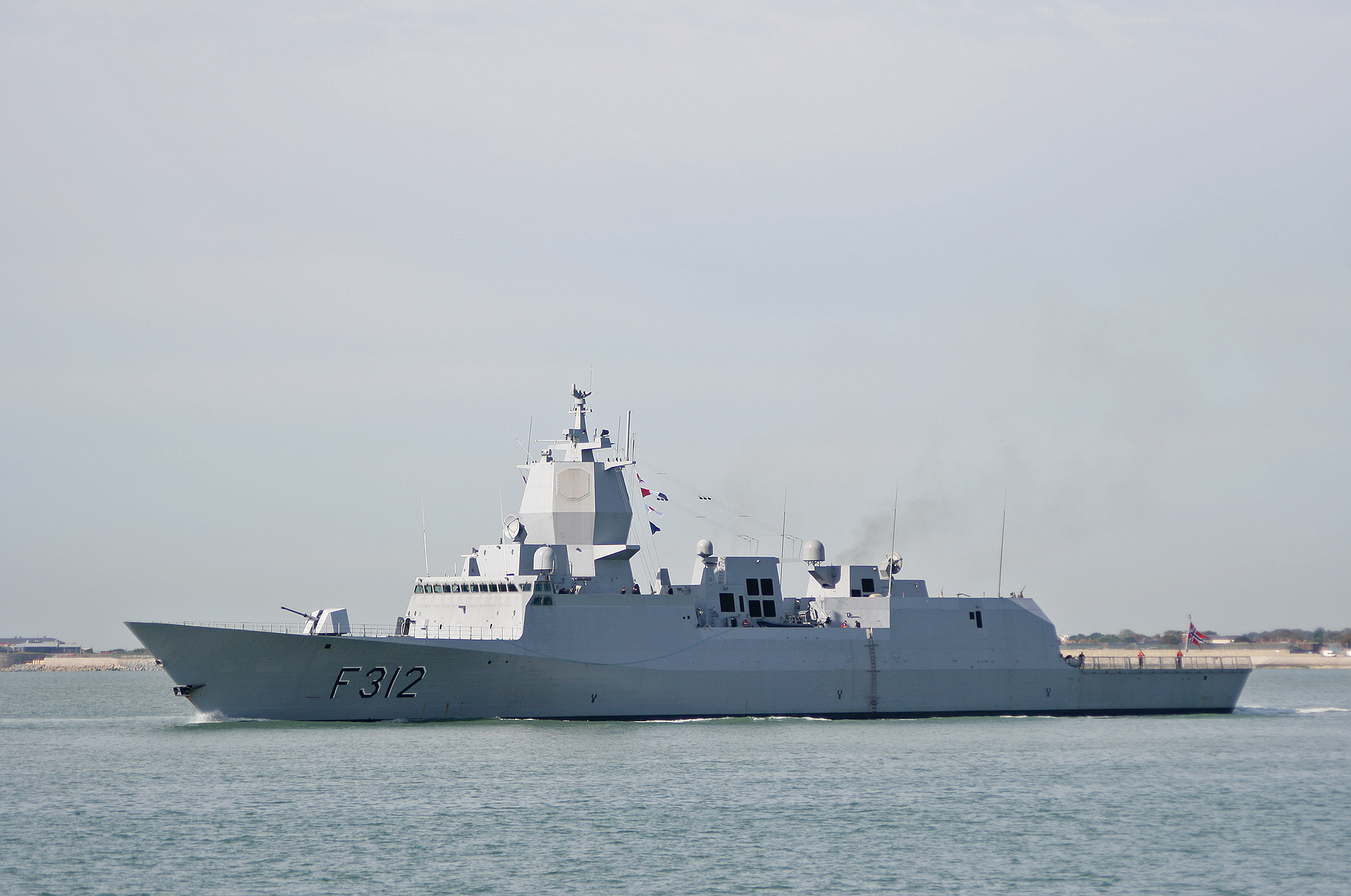
KNM Otto Sverdrup (F312).

Su armamento consiste un cañón de 76,2 mm OTO Melara super rapid capaz de efectuar 120 disparos por minuto, que es posible sea sustituido por uno de 127 mm. Para defensa cercana cuenta con cuatro ametralladoras pesadas de 12,75 mm, y un grupo de ocho celdas de lanzador vertical Mk 41VLS, con 32 misiles Sea Sparrow avanzado, aunque puede en su momento, pueden ser cambiados cuatro de estos por un Standard SM-2, más dos lanzadores dobles de torpedos contrasubmarinos Mk 46, el hangar y cubierta de vuelo está preparada para operar un helicóptero medio NH90.
Su tripulación está compuesta por 50 oficiales, 40 tripulantes profesionales y 30 de reemplazo.
La Fridtjof Nansen está considerada de forma no oficial como el buque insignia de la Armada Noruega.

## Accidentes

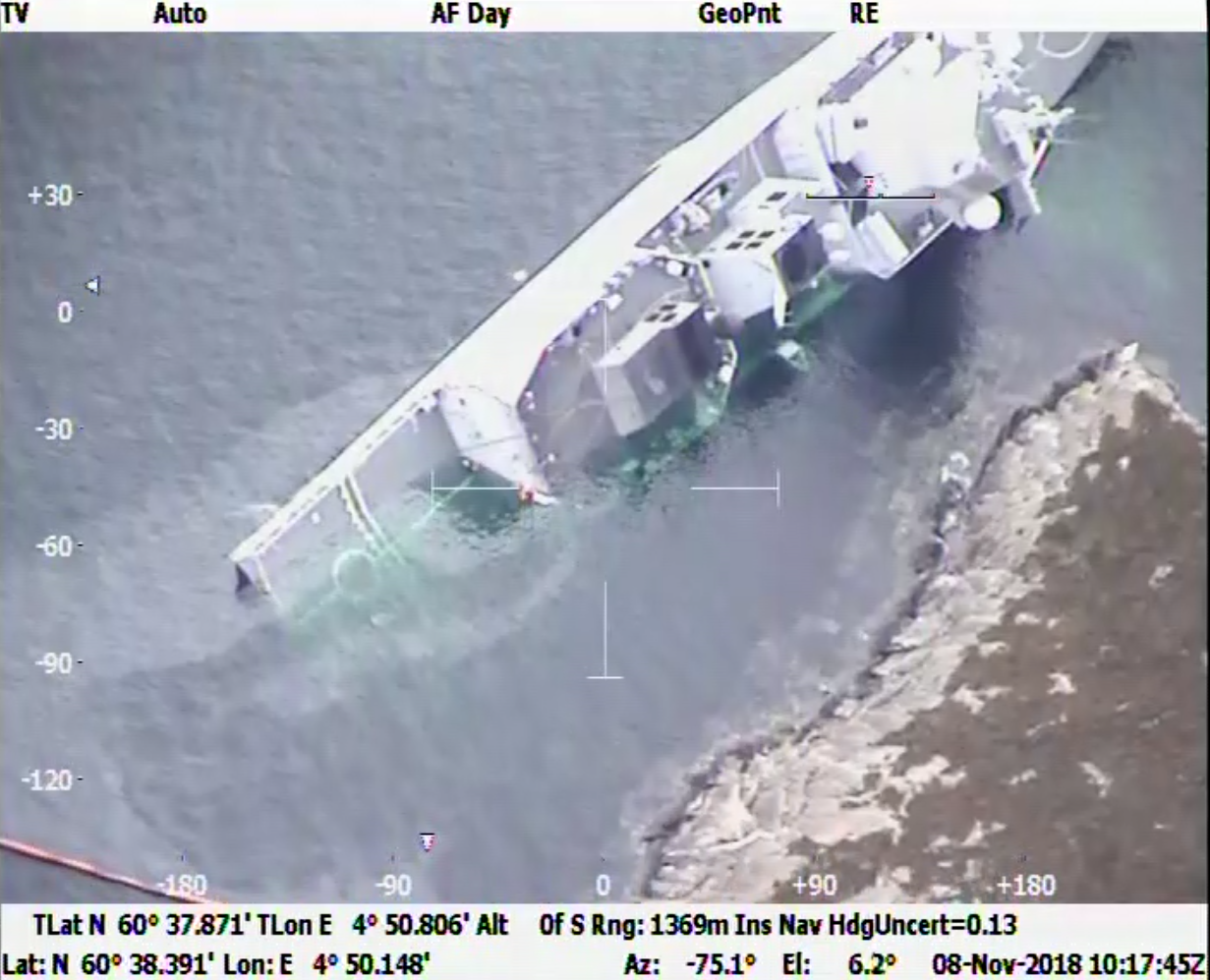
El KNM Helge Ingstad varado tras el choque.

La noche del 8 de noviembre de 2018, el petrolero Sola TS tuvo una colisión con la fragata KNM Helge Ingstad. La fragata resultó gravemente dañada mientras que el petrolero perdía su ancla de estribor después de que uno de los brazos dejara un boquete tras la protuberancia del escobén.

## Buques de la clase
| Nombre              | Numeral | Astillero       | Iniciado            | Botado                  | Entregado | Indicativo de llamada | Imagen |
| ------------------- | ------- | --------------- | ------------------- | ----------------------- | --- | --------------------- | ------ |
| KNM Fridtjof Nansen | F 310   | Navantia Ferrol | 9 de abril de 2003  | 3 de junio de 2004      | 5 de abril de 2006 |                       |        |
| KNM Roald Amundsen  | F 311   | Navantia Ferrol | 3 de junio de 2004  | 25 de mayo de 2005      | 21 de mayo de 2007 |                       |        |
| KNM Otto Sverdrup   | F 312   | Navantia Ferrol | 28 de marzo de 2005 | 28 de abril de 2006     | 30 de abril de 2008 |                       |        |
| KNM Helge Ingstad † | F 313   | Navantia Ferrol | 28 de abril de 2006 | 23 de noviembre de 2007 | 29 de septiembre de 2009. Dada de baja el 24 de junio de 2019 tras un accidente el 8 de noviembre de 2018 en unas maniobras que la dejaron semihundida y vendida para desguace en 2021. |                       |        |
| KNM Thor Heyerdahl  | F 314   | Navantia Ferrol | 10 de marzo de 2008 | 11 de febrero de 2009   | 18 de enero de 2011 |                       |        |